# مصدق سنوسي
مصدق سنوسي (24 سبتمبر 1977 في قبلي) (بالإنجليزية: M'Saddek Senoussi)‏ لاعب كرة قدم فرنسي الجنسية تونسي المولد يلعب حاليا لصالح نادي بوردز دي ساوني الهاوي الفرنسي في خط الوسط .
انتقل للنادي الرياضي الصفاقسي في اوائل الالفية و لعب عدة سنوات. كما تمت دعوته للمشاركة مع المنتخب التونسي الاولمبي U23 في عدة مرات